# 제1차 이탈리아 독립 전쟁
제1차 이탈리아 독립 전쟁( Prima guerra d'indipendenza italiana)은 이탈리아의 통일의 첫 전쟁이다. 사르데냐 왕국과 이탈리아 의용군이 오스트리아 제국 및 이탈리아 보수주의 국가에 맞서 1848년 3월 23일부터 1849년 8월 22일까지 이탈리아반도에서 싸웠다. 분쟁은 1848년 시칠리아 혁명의 발발로 시작되어, 밀라노와 베네치아로 확산되었고 각 도시는 오스트리아에 반란을 일으켜 그들만의 정부를 수립했다.
더 큰 의미에서 이 전쟁은 카를로 알베르토가 북부 이탈리아에서 오스트리아에 맞서 싸운 왕정 유지전쟁이었다. 전쟁 초기 사르데냐 왕국은 양시칠리아 왕국과 교황령의 지지를 받았으나, 두 국가는 이를 곧 철회했다. 하지만 이 두 지역의 의용군은 이탈리아 의용군에 참여해 오스트리아에 맞서 싸웠다. 사르데냐 왕국은 오스트리아 제국을 공격했으나 결국 실패하고 말았다. 쿠스토차 전투와 노바라 전투에서의 패배가 사르데냐 왕국의 패전에 결정적인 역할을 했다.
왕정 유지전쟁과 별개로 혁명운동이 이탈리아 각국에서 발생했다. 1848년 이탈리아 혁명의 여파로 발생한 이 전쟁은 사르데냐 왕국이 추구했던 고전적 자유주의와 공존할 수 없었기 때문에 시민의 전쟁이라 불리기도 한다. 하지만 이 전쟁 역시 실패로 끝났고, 이탈리아 각국에는 다시 전통적인 헌법이 복고되었고, 많은 반군 지도자는 추방되었다. 이 전쟁 이후 사르데냐 국왕이었던 카를로 알베르토는 폐위되고, 그의 장자 비토리오 에마누엘레 2세가 왕위에 오른다.

## 같이 보기
- 이탈리아의 통일
- 제2차 이탈리아 독립 전쟁